# Xã Monroe, Quận Bedford, Pennsylvania
Xã Monroe (tiếng Anh: Monroe Township) là một xã thuộc quận Bedford, tiểu bang Pennsylvania, Hoa Kỳ. Năm 2010, dân số của xã này là 1.336 người.